# O’Callahan (Schiff)
USS O'Callahan (FF-1051) war eine Fregatte der Garcia-Klasse, die von 1968 bis 1988 für die United States Navy im Dienst stand, dabei bis 1975 als Zerstörer. Von 1989 bis 1993 fuhr sie als PNS Aslat (F265) für die pakistanische Marine.

## Geschichte
Die Kiellegung der O'Callahan fand am 19. Februar 1964 auf der Defoe Shipbuilding Company in Bay City, Bundesstaat Michigan statt, Stapellauf und Schiffstaufe waren am 20. Oktober 1965. Sie wurde nach dem Militärgeistlichen Joseph T. O’Callahan benannt. Taufpatin war die Schwester von Joseph T. O'Callahan, Schwester Rose Marie O'Callahan des Maryknoll College auf den Philippinen. Sie war die erste Nonne, die ein Schiff der US-Marine taufte.
Die Indienststellung unter dem Kommando von Captain Robert L. Brown war am 13. Juli 1968 auf der Boston Naval Shipyard in Boston, Massachusetts. Nach der Ausrüstung in Boston wurde die O'Callahan am 16. August 1968 nach San Diego in Kalifornien verlegt. Auf der Fahrt machte sie einen Zwischenstopp in Norfolk, Charleston und Fort Lauderdale.
Am 1. Oktober verließ sie San Diego in Richtung Pazifischer Nordwesten, um einen 25-tägigen Test der Elektronik und Waffensysteme durchzuführen. Nach Gefechtsübungen abseits der Küsten von Hawaii, lief sie am 4. März 1969 in den Long Beach Naval Shipyard für weitere Überprüfungen bis Mitte Mai 1969 ein. Nach dem Abschluss weiterer Trainingsfahrten vor San Diego operierte sie im westlichen Pazifik.
Die O'Callahan, ursprünglich als Zerstörer klassifiziert, wurde am 30. Juni 1975 zur Fregatte herabgestuft und erhielt die Kennzeichnung FF-1051. Sie blieb bis zum 31. Mai 1989 im Dienst.

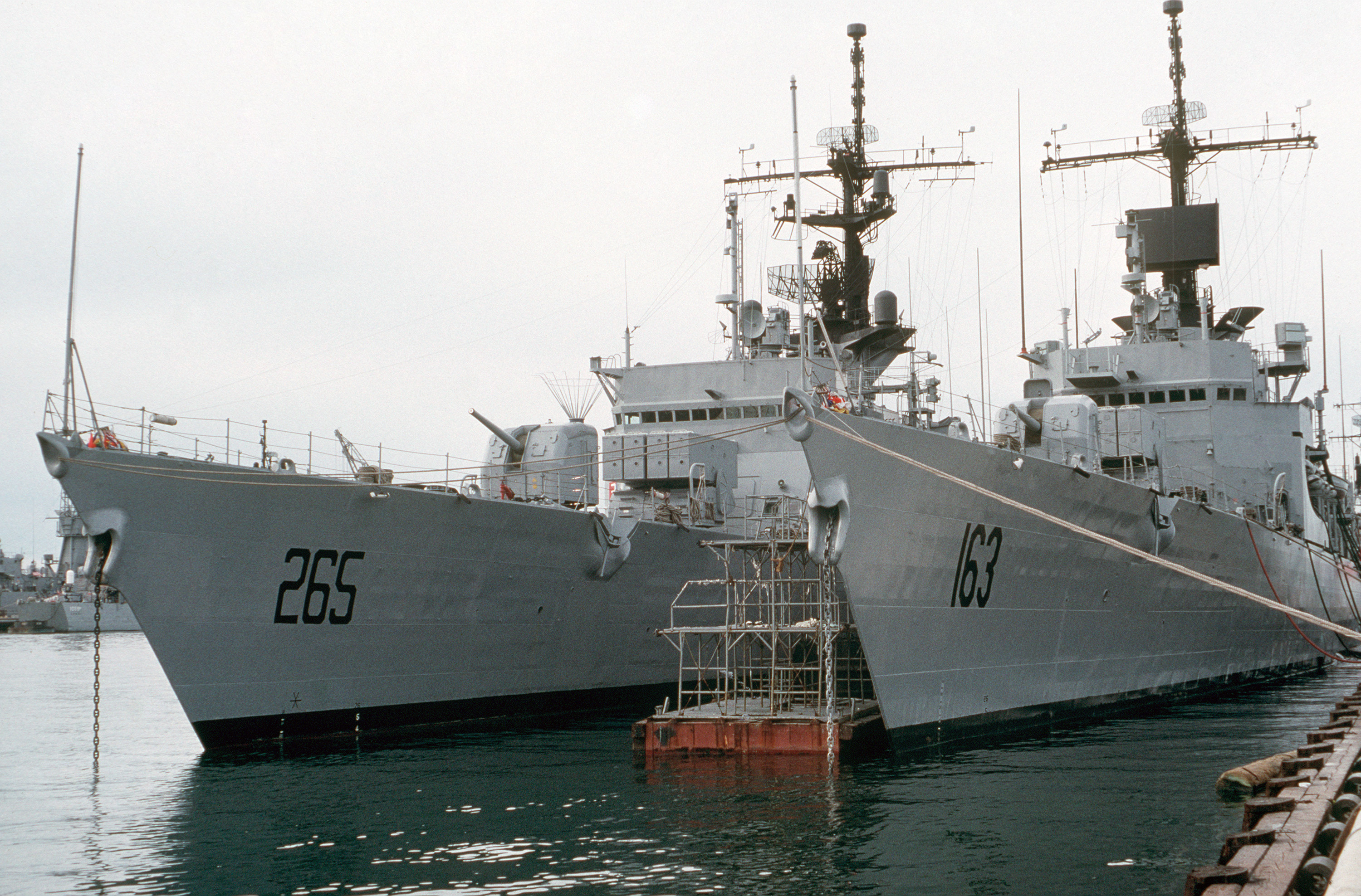
Die ehemalige Brooke (rechts) und O'Callahan (links) auf dem Weg nach Pakistan.

Nach der Außerdienststellung wurde sie an die pakistanische Marine verleast, die das Schiff unter dem Namen Asiat unter der Kennung F265 betrieb. Da sich Pakistan weigerte, sein Programm zur Herstellung von Nuklearwaffen zu stoppen, kündigten die Vereinigten Staaten den Leasingvertrag im Jahr 1994. Das Schiff wurde am 19. August 1994 in Singapur der US-Marine übergeben und am selben Tag aus dem Schiffsregister gestrichen.
Am 9. September wurde sie der United States Maritime Administration übergeben, die sie an eine Firma zur Verschrottung in Hongkong verkaufte.